# Ralf Damian

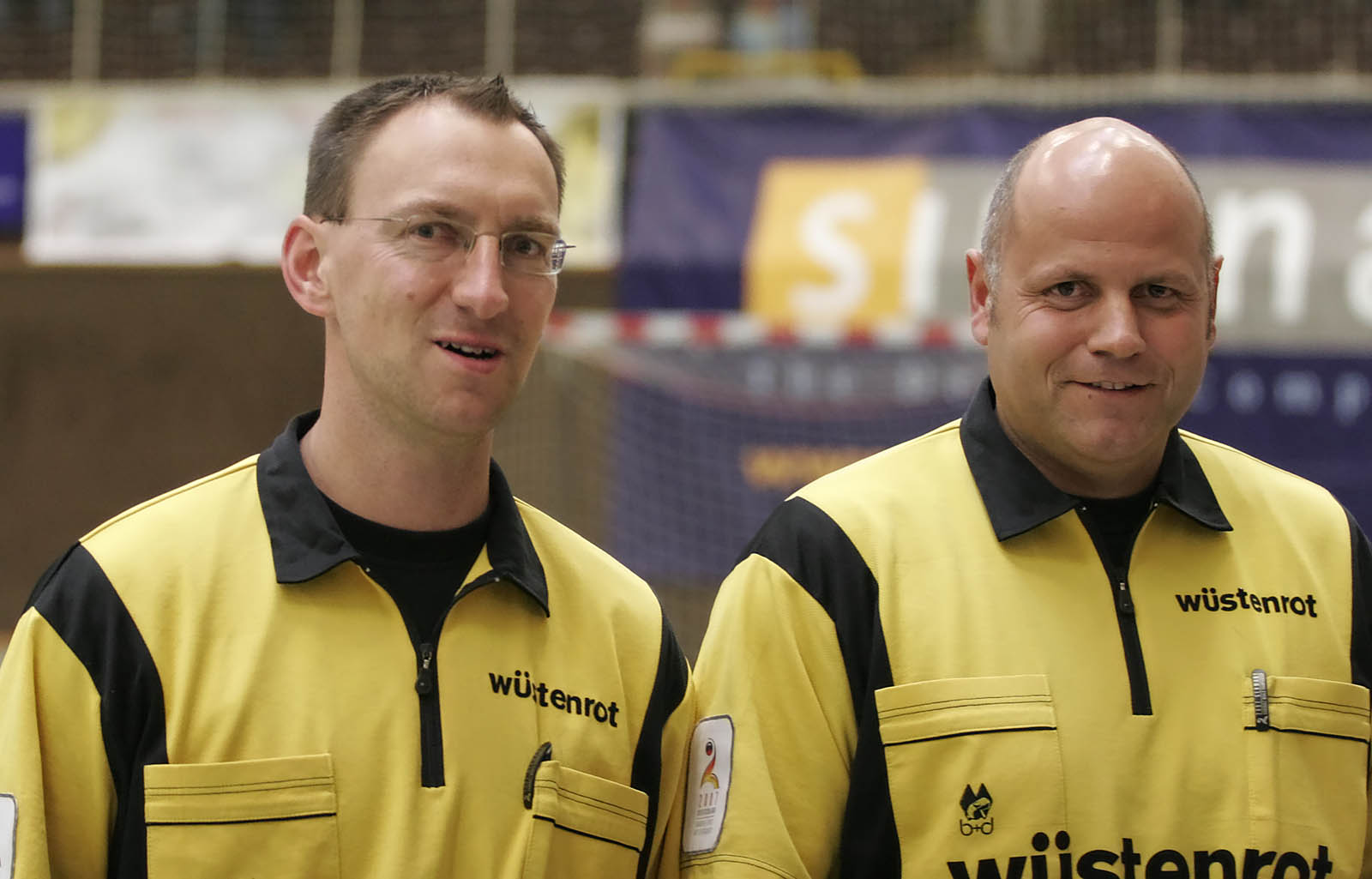
Ralf Damian (rechts im Bild), zusammen mit Frank Wenz am 30. Mai 2007 in Bensheim

Ralf Damian (* 10. November 1962) ist ein ehemaliger deutscher Handballschiedsrichter. Zusammen mit seinem Partner Frank Wenz bildete er das A-Kader-Schiedsrichter-Gespann „Damian/Wenz“.
Ralf Damian war seit 1991 Schiedsrichter und pfiff auch seit dieser Zeit zusammen mit Frank Wenz. Seit 1996 waren sie im DHB-Kader. Sie gehörten seit 1999 zu den 16 Schiedsrichtergespannen des A-Kaders. Beide hatten über 400 DHB und 17 internationale Einsätze.
Er gehört dem Südwestdeutschen Handballverband an.
Ralf Damian ist von Beruf Automobilkaufmann. Er wohnt in Bingen am Rhein und ist ledig.